# Сенькино (Томская область)
Се́нькино — деревня в Парабельском районе Томской области России. Входит в состав Заводского сельского поселения. Население — 0 человек (2021) .

## География
Находится в центральной части региона, в лесной местности, богатой озёрами-старицами, вблизи рек Сенькина и Парабель.

### Климат
Находится на территории, приравненной к районам Крайнего Севера.

## История
Деревня — исторический населённый пункт южных селькупов (группа чумэлкуп). Одно из старейших южноселькупских поселений.
Упоминается на картах начала XX в. напротив устья р. Твегосы. Предположительно, сюда частично переехали селькупы Пыкины / Пыткины от устья р. Вяловки.
Входила[когда?]

 в Нельмачёвский сельсовет.
В соответствии с Законом Томской области от 15 октября 2004 года № 225-ОЗ, деревня вошла в состав образованного муниципального образования Заводское сельское поселение.

## Население
| 1952 | 1959 | 1970 | 1977 | 1979 | 1989 | 2002 | 2010 | 2012 | 2013 | 2014 |
| ---- | ---- | ---- | ---- | ---- | ---- | ---- | ---- | ---- | ---- | ---- |
| 77   | ↗275 | ↗296 | ↘203 | ↘199 | ↘160 | ↘11  | ↘4   | →4   | →4   | ↘3   |
| 2015 | 2021 |      |      |      |      |      |      |      |      |      |
| →3   | ↘0   |      |      |      |      |      |      |      |      |      |

### Национальный состав
Согласно результатам переписи 2002 года, в национальной структуре населения русские составляли 100 % от общей численности населения в 11 человек.

## Транспорт
Связь с населённым пунктом осуществляется через речную переправу, по просёлочной дороге.